# 君との出逢い 〜good bye my days〜
「君との出逢い 〜good bye my days〜」（きみとのであい グッドバイ マイ デイズ）は、2008年10月15日に発売された、日本の女性歌手愛内里菜の27枚目のシングル。

## 収録曲

### 初回限定盤
1. 君との出逢い 〜good bye my days〜
  - 作詞：愛内里菜　作曲：平賀貴大　編曲：新井健史
2. シンプル
  - 作詞：愛内里菜　作曲：平賀貴大　編曲：津久井箇人
3. Will you dance? Performed by INTER-D
  - 作詞：深青結希、Double S　作曲：伊藤やすまさ
4. 君との出逢い 〜good bye my days〜 -instrumental-
5. シンプル -instrumental-

### 通常盤
1. 君との出逢い 〜good bye my days〜
2. シンプル
3. 君との出逢い 〜good bye my days〜 -instrumental-
4. シンプル -instrumental-

## タイアップ
- 日本テレビ系『日本史サスペンス劇場』エンディングテーマ（#1）

## 収録アルバム
- THANX（#1）
- ALL SINGLES BEST 〜THANX 10th ANNIVERSARY〜（#1）